# Parafia św. Piotra Apostoła w Nikolai
Parafia św. Piotra Apostoła w Nikolai – prawosławna parafia w Nikolai. Jedna z 10 parafii tworzących dekanat misyjny Anchorage diecezji Alaski Kościoła Prawosławnego w Ameryce. Działa od 1915.